# Rosiora
Rosiora is een geslacht van vlinders van de familie tandvlinders (Notodontidae).

## Soorten
- R. aroides Swinhoe, 1896
- R. bela Swinhoe, 1894
- R. tenebralis Hampson, 1896